# Sybra negrosensis
Sybra negrosensis es una especie de escarabajo del género Sybra, familia Cerambycidae. Fue descrita científicamente por Breuning en 1947.
Habita en Filipinas. Esta especie mide 8-12 mm.